# Осада Неготина (1813)
Осада Неготина (серб. Опсада Неготина) в 1813 году — одно из последних сражений, ознаменовавших поражение Первого сербского восстания.
Турецкое правительство решило силой заставить сербов подчиниться. Пользуясь дипломатической поддержкой Франции и Австрии и искусно используя нежелание сербов принять полностью условия Бухарестского мира (в первую очередь, сдать крепости), Турция затягивала переговоры с сербами, ведшиеся в Нише, а позднее в Софии, собирая военные силы.
В начале июня 1813 года основные турецкие силы начали наступление на Сербию с трёх сторон: от Ниша к Делиграду, из Боснии к Дрине и от Видина на Неготин. Предвидя нападение, повстанческая армия разделилась на три части: Младен Милованович находился в Делиграде с 10-12 000 человек, князь Сима Маркович был на Дрине с таким же количеством человек, Гайдук-Велько с примерно 3 000 человек был в Краине, а Карагеоргий — в Ягодине с 4-5000 человек в качестве стратегического резерва. У остальных пограничных укреплений и редутов было 500—1000 человек.
Сам великий визирь Хуршид-паша двинулся к Неготину с силами более чем 15 000 человек; боснийцы, построив мост через Дрину, заняли редуты в Лешнице и Лознице и окружили Засавицу, в то время как основные силы османов атаковали Делиград.
Ожидая нападением турок, сербы подготовили Неготин для обороны: на самой высокой точке города был устроен редут, названный по прозвищу командира — Гайдук-Велько, четырёхугольный, с 4 пушками на двух артиллерийских платформах, укрепленный рвом и частоколом. Башня редута имела несколько этажей. На северной, западной и восточной сторонах города находились также редуты, каждый с 3-мя пушками. На северо-восточной и юго-восточной сторонах города стояли деревянные башни, которые защищали местные жители.
Велько Петрович имел в Неготине около 3000 бойцов с 14 пушками. Турецкие войска под командованием Хуршид-паши имели около 20 000 человек, 30 пушек.
Атаки турок на Неготин начались 11 июля, уже на следующий день они заняли село Кобишница и 13 июля остановились в одном километре от Неготина на западной стороне города. К 16 июля турки окружили Неготин с севера и востока и подошли к нему на расстояние пушечного выстрела. Силами с юга командовал Реджеп-ага, а с востока и севера — Хуршид-паша. Затем турки начали днём и ночью обстреливать город из пушек, снося башню за башней. За это время сербы совершали успешные вылазки на турецкие ряды и наносили им потери. 31 июля во время обстрела был убит Велько Петрович. Командование над гарнизоном принял его брат Милутин, который в ночь на 10 августа, не замеченный турками, с оставшимся гарнизоном отступил в Пореч, оставив в церкви пушки, боеприпасы, продовольствие и раненых.
10 августа турки без боя захватили Неготин, после чего половина турецкой армии с великим визирем направилась к Делиграду, а остальная часть — к Кладово, который сдался после нескольких пушечных выстрелов. Остатки сербских повстанцев бежали из Пореча на лодках за границу, в Банат, или попали в плен.